# Slottet Rosenburg (Niederösterreich)

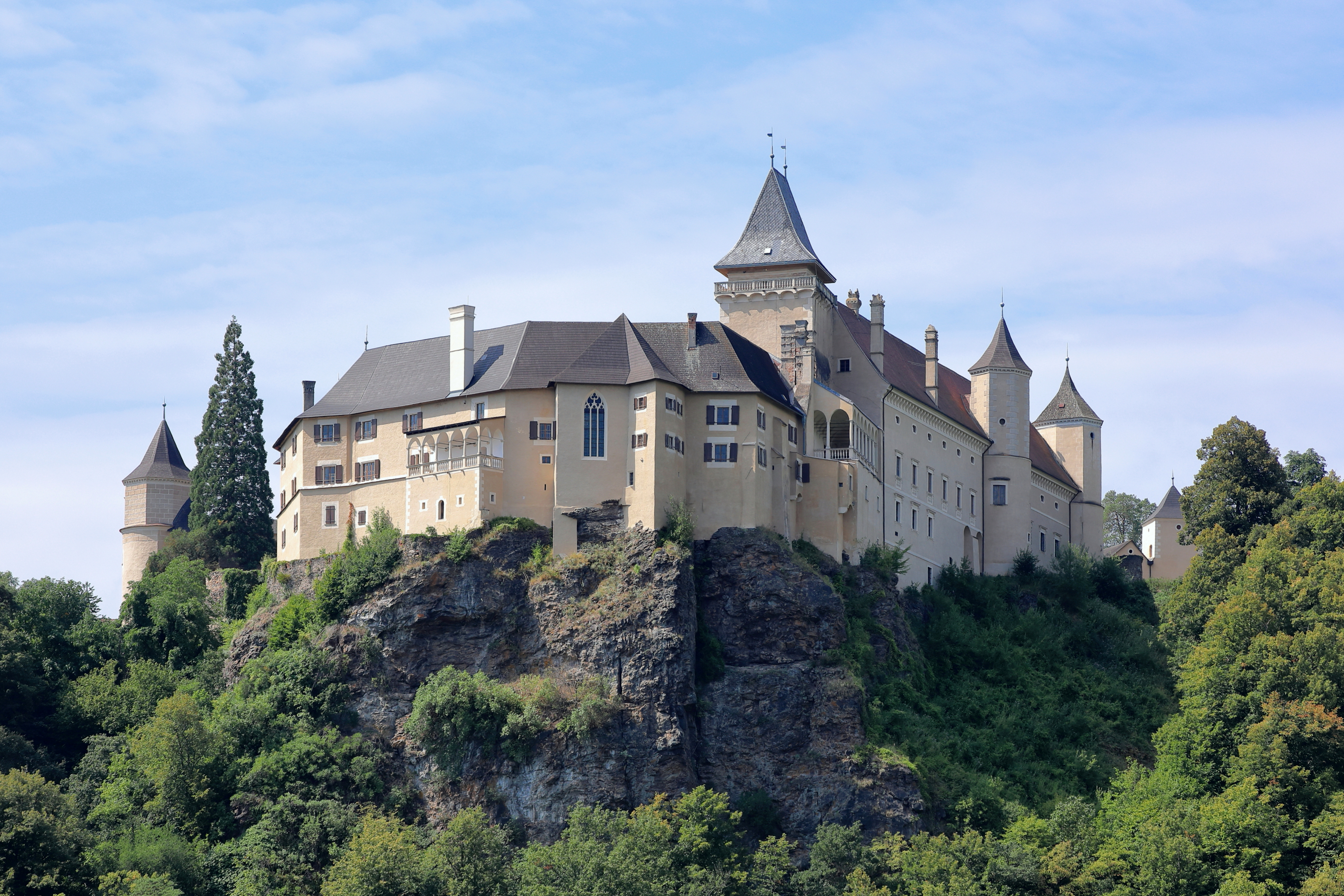
Slottet Rosenburg

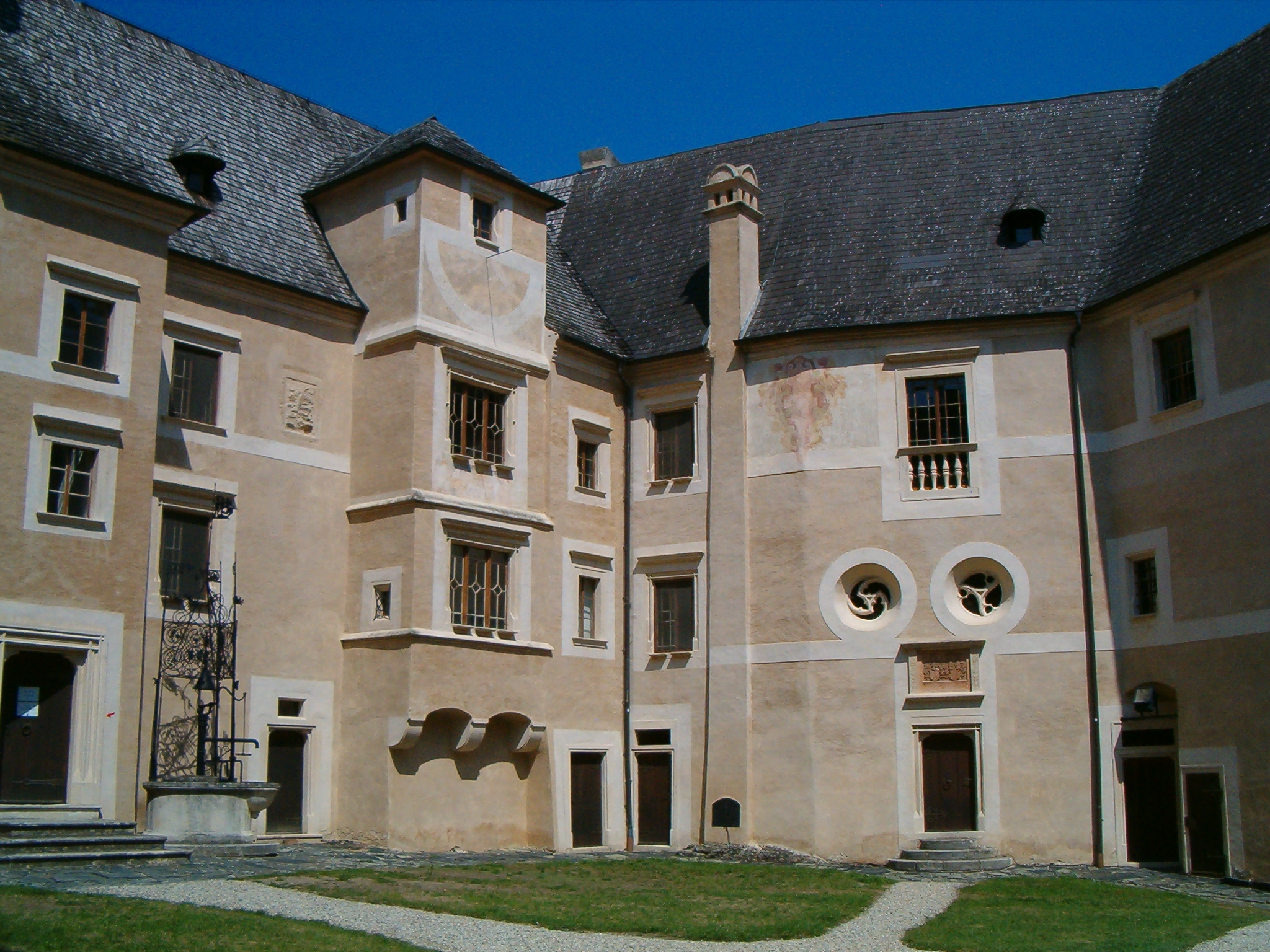
Högborgen

Slottet Rosenburg är ett slott i det österrikiska förbundslandet Niederösterreich. Det är beläget på en klippa över floden Kamp 4,3 kilometer söder om staden Horn och 70 km nordväst om huvudstaden Wien.

## Historia
På 1100-talet byggdes en borg på klippan över floden Kamp som omnämndes för första gången år 1175 i ett dokument. Borgen byggdes ut på 1400-talet och erbjöd skydd under krigen med Ungerns kung Mattias Corvinus. 
1487 köpte familjen Grabner, borgen och byggde om den till ett ståtligt renässansslott. De flesta medeltida byggnaderna revs för att ge plats åt slottet och befästningarna flyttades ut för att möta det nya artilleritekniken. Familjen Grabner övergick till protestantismen under reformationstiden. Efter att Grabner hade sålt borgen 1604 blev den centrum för den habsburgfientliga protestantiska adeln i regionen som sammanslöt sig i det så kallade Hornförbundet. Dock fick borgen säljas på grund av höga skulder och kom i katolska händer. Under trettioåriga kriget stormades slottet av protestantiska trupper 1620 och senare av svenska trupper 1645 varvid det skövlades. 
Under den följande tiden bytte slottet ägare flera gånger innan det hamnade i släkten Hoyos ägo 1681 som fortfarande äger slottet. Slottet hade inte längre någon strategisk eller administrativ betydelse. 1751 skadades slottet svårt i en stor brand och förföll. På mitten av 1800-talet var det en halvruin. Men inom ramen för riddarromantiken som uppkom vid den här tiden bestämde sig greve Ernst Karl Heinrich Hoyos-Spritzenstein att återuppbygga slottet som det såg ut på en bild från 1673. Han letade även efter tidstypiska inventarier som borgen möblerades med. 
1990, inför en stor förbundslandsutställning, restaurerades slottet.

## Byggnader
Slottet består av tre delar. I norr ligger den lilla gotiska högborgen från 1000- och 1100-talen. I mitten ligger renässansslottet som byggdes på 1500-talet. I söder finns den långa tornergården, som aldrig sett ett tornerspel eftersom den delen av slottet byggdes efter riddartidens slut på 1700-talet. Den är på tre sidor omgiven av tvåvåningshöga arkader som tjänade som loger åt åskådare. Parallellt med tornergården ligger den före detta trädgården, idag falkenerargården där man kan titta på flyguppvisningar.

## Slottet idag
Slottet är inte bebott, utan inrymmer vid sidan av det mycket välbevarade historiska inventariet även en museal paleontologisk-förhistorisk samling. Där finns även en rovfågelstation som anordnar flyguppvisningar. Varje sommar sätter teaterföreningen Shakespeare auf der Rosenburg en pjäs av William Shakespeare upp.